# 마리 로제의 수수께끼

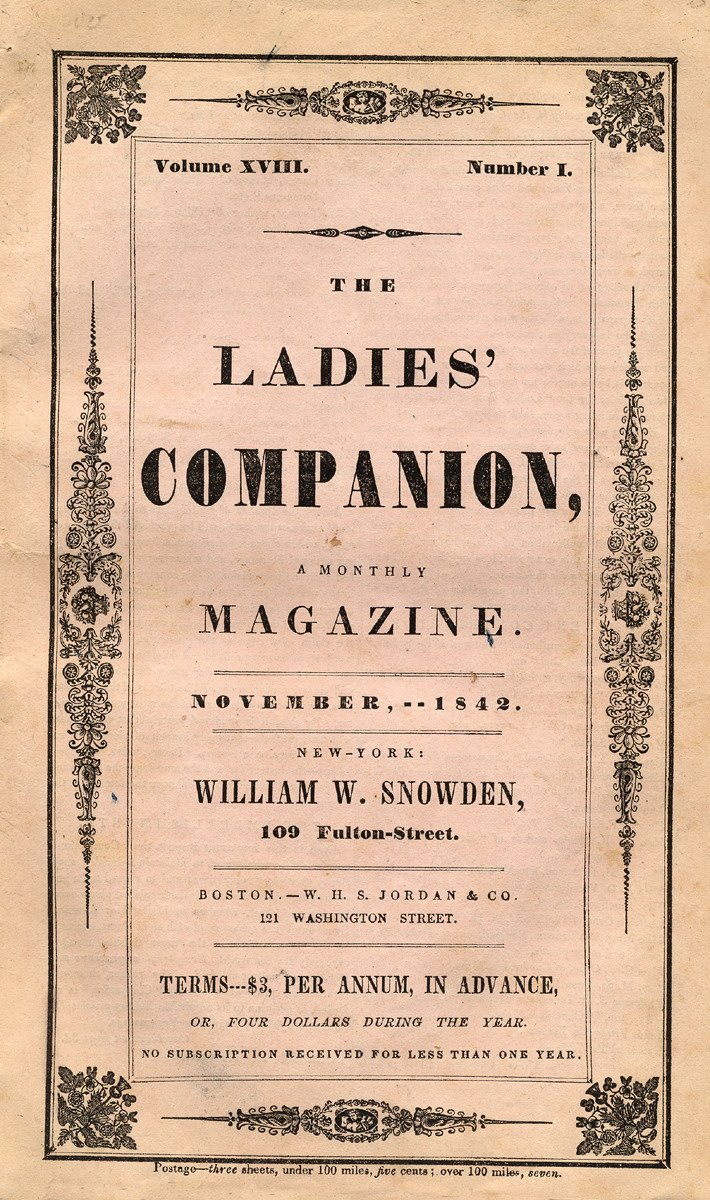

〈마리 로제의 수수께끼〉("The Mystery of Marie Rogêt")는 에드거 앨런 포가 1842년에 발표한 단편소설이다. 〈모르그 가의 살인 사건의 속편〉이라는 부제가 붙어 있다. 진짜 범죄를 소재로 한 최초의 살인 추리물이다. 1842년 11월에서 1843년 2월에 걸쳐 Snowden's Ladies' Companion에 투고되었다.

## 줄거리
포의 사립탐정 캐릭터 오귀스트 뒤팽과 그의 조수격인 이름모를 서술자는 파리에서 벌어진 향수 가게 점원 마리 로제의 미해결 살인 사건을 조사한다. 로제의 시체는 센강에서 발견된다. 뒤팽은 신문들이 진실을 밝히기보다는 사람들의 관심만 조장하려 한다고 혀를 찬다. 그래도 그는 신문 기사들을 통해 살인자의 심리 속으로 들어가 보려고 한다.
뒤팽은 자신의 추리능력을 발휘해 살인자가 처음에는 로제의 허리에 끈을 묶어 끌고 다녔다가, 그 뒤 묶은 부위를 목으로 바꾸고, 보트에 태워 강에 유기했다고 결론짓는다. 뒤팽은 보트를 찾아내고 이 덕분에 경찰이 살인자를 찾아낼 수 있으리라 말하며 이야기가 끝난다.

## 해석
이 작품은 실제 사건인 메리 세실리아 로저스 살인사건을 소재로 하고 있다. 로저스는 1820년 코네티컷에서 태어났을 것으로 추측되지만 출생신고서가 남아있지 않다. 그녀는 1838년 10월 4일 뉴욕 시에서 실종되었다. 당시 언론은 그녀를 담배가게 아가씨라고 부르면서, 그녀가 해군 장교와 눈이 맞아 달아났고 결국 돌아왔다고 썼다. 그러나 3년 뒤인 1841년 7월 25일 로저스는 다시 실종되었고 3일 뒤인 7월 28일 허드슨강에서 시체로 발견되었다. 이 사건은 몇 주에 걸쳐 국가적 관심을 받았다. 수사가 진행되는 중에 로저스의 약혼자도 음독자살한 시체로 발견되었다.
대개 포의 추리 삼부작 중 이 〈마리 로제의 수수께끼〉가 가장 열등한 작품으로 취급되고 있다.

## 같이 보기
- 오귀스트 뒤팽

## 참고 자료
- Haycraft, Howard (1941). 《Murder for Pleasure: The Life and Times of the Detective Story》. New York: D. Appleton-Century Company. (1984 reprint: ISBN 978-0-88184-071-1)
- Silverman, Kenneth (1991). 《Edgar A. Poe: Mournful and Never-Ending Remembrance》 Paperback판. New York: Harper Perennial. ISBN 978-0-06-092331-0.
- Sova, Dawn B. (2001). 《Edgar Allan Poe A to Z: The Essential Reference to His Life and Work》 Paperback판. New York: Checkmark Books. ISBN 978-0-8160-4161-9.
- Stashower, Daniel (2006). 《The Beautiful Cigar Girl》. New York: Penguin Books. ISBN 978-0-525-94981-7.
- Thomas, Dwight; Jackson, David K. (1987). 《The Poe Log: A Documentary Life of Edgar Allan Poe 1809–1849》. New York: G. K. Hall & Co. ISBN 978-0-7838-1401-8.